# Dorpskerk (Heemskerk)
De Dorpskerk van Heemskerk is een kerkgebouw in het centrum van de Noord-Hollandse plaats Heemskerk. De kerk bevindt zich op het Kerkplein 1, en is van de Protestantse Gemeente Heemskerk.

## Geschiedenis

### Bouw
De kerk wordt voor het eerst genoemd in 1063. Hoe deze eruit heeft gezien, is onbekend. In de loop der eeuwen werd er een kerk gebouwd van tufsteen, een grauwe vulkanische steensoort uit de Eifel, op de plek van de huidige. De toren is in de 13e eeuw opgetrokken uit de zogenaamde kloostermoppen, dit zijn gebakken grote stenen die gebruikt werden om kloosters mee te bouwen. De kerk was gewijd aan de heilige Sint Laurentius. De onderbouw van de toren behoort tot de Romaanse bouwstijl. De bovenbouw behoort tot de Vlaamse kunstgotiek. Het in gotische stijl gebouwde gedeelte is waarschijnlijk ontstaan in de eerste helft van de vijftiende eeuw.

### Klok
De luidklok heeft een jaartal 1464. Deze klok is gemaakt door Steven Butendiic, een klokkengieter uit Utrecht. Net als de kerk was de klok gewijd aan de heilige Sint-Laurentius. De klok had een maatschappelijke waarschuwingsfunctie. Bij storm, brand of ander gevaar werd de bevolking door het luiden van de klok opgeroepen om te helpen of gewaarschuwd.
Tijdens de Tweede Wereldoorlog is de klok uit de toren genomen om naar Duitsland te worden gebracht. Het schip om de klok te vervoeren liep bij Urk aan de grond en zonk. Na de oorlog kon de klok worden geïdentificeerd en in 1946 werd hij ongeschonden weer naar de kerk gebracht. 

### Herbouw

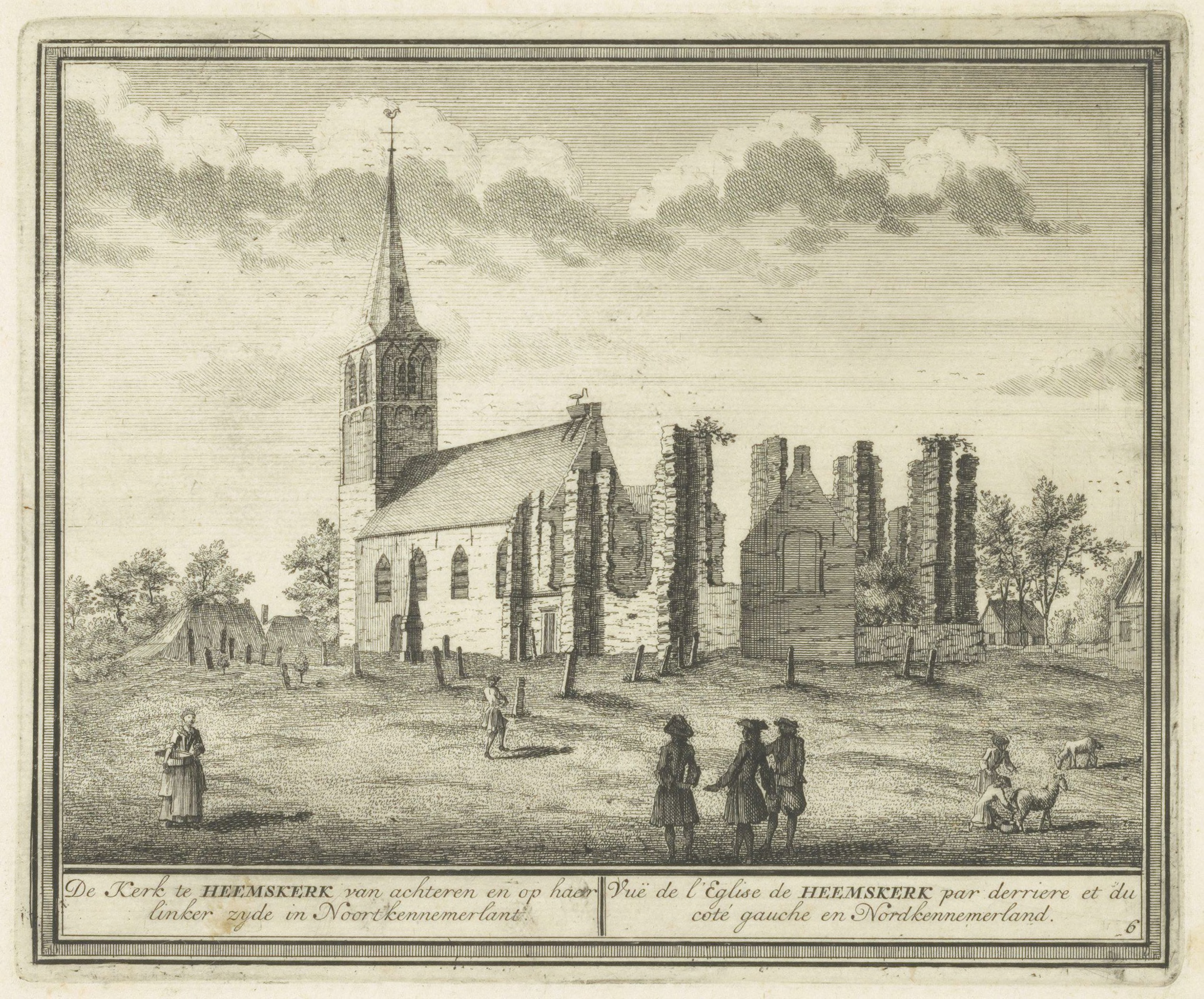
De kerk in 1768

De Spanjaarden sloopten, tijdens het beleg van Alkmaar in 1573, alles wat brandbaar was uit de kerk. Alleen de toren bleef ongeschonden. Inmiddels had de hervorming plaatsgevonden. In 1585 stortte de spits naar beneden door een blikseminslag. De toren werd herbouwd in een andere steensoort, wat nog altijd zichtbaar is.
Na de aftocht van de Spaanse soldaten begon de herbouw door de protestanten. Het wordt een zaalkerk zonder koor in gotische stijl.
De kerk werd herbouwd in 1628. Een jaar later is de kerk helemaal klaar. De haan stamt uit 1728. Sinds 1798 is de toren gemeente eigendom.  Een consistoriekamer werd achter in de kerk gebouwd in 1868. 
In 1970-1973 zijn de toren en de kerk gerestaureerd. De toren is aangewezen als rijksmonument en wordt 's avonds door schijnwerpers verlicht. Sinds 1967 zijn zowel de kerk als toren als rijksmonument ingeschreven in het monumentenregister.

## Graven
De adellijke geslachten van Heemskerk hadden vanaf het begin van de veertiende eeuw al hun eigen grafkelders in de twee kapellen van de kerk. Deze kapellen zijn er niet meer. De laatste resten werden in 1800 afgebroken.
In de Dorpskerk zijn door het behoud van oude grafzerken nog tastbare herinneringen bewaard gebleven aan een lange periode van begraven in de kerk. Dit werd in 1829 verboden. Op het kerkhof staat de obelisk van Heemskerk, een 16e-eeuws grafmonument voor de vader van de schilder Maarten van Heemskerck.

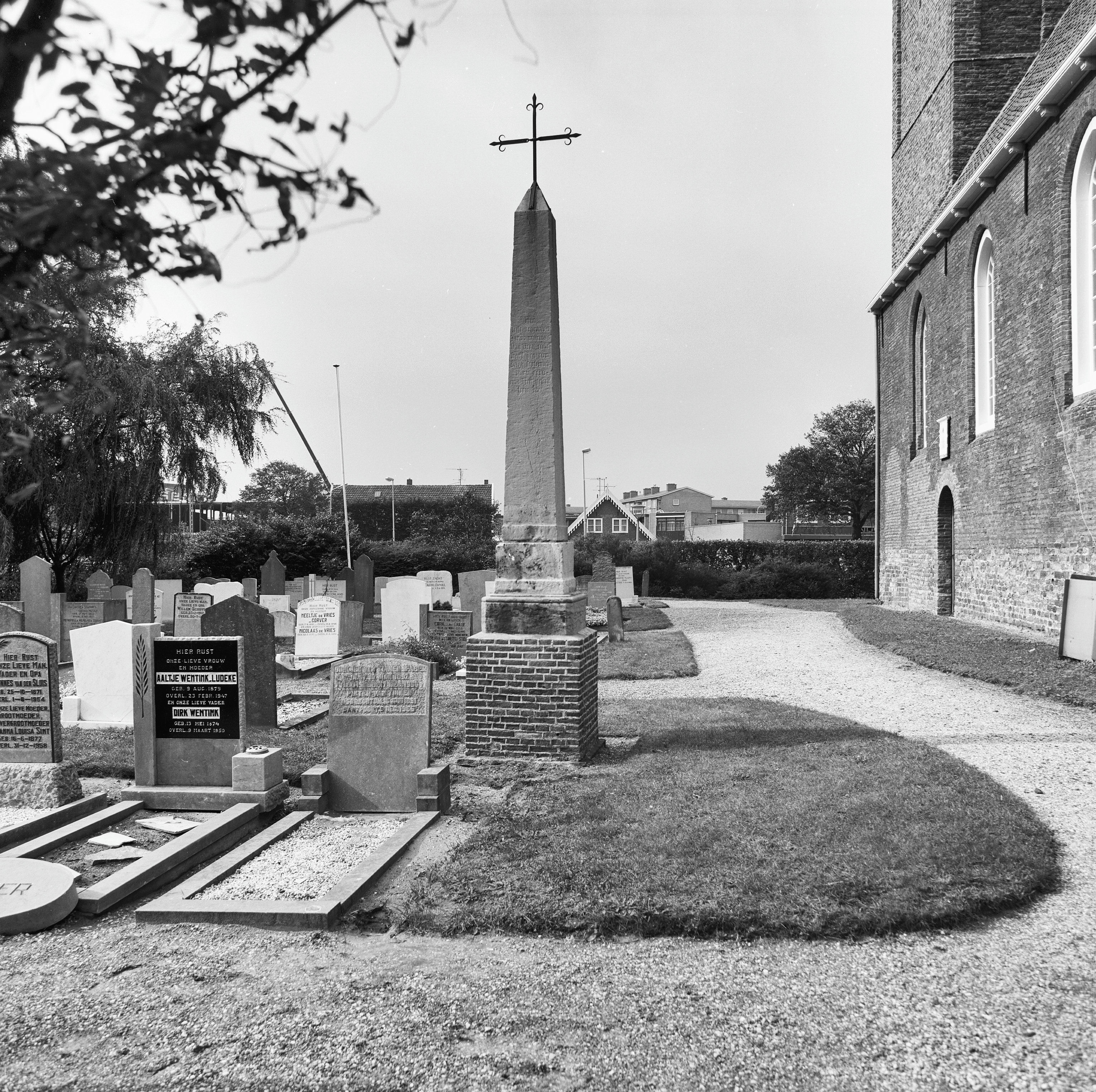
Het kerkhof met de obelisk in 1977

Het kerkhof is sinds de hervorming in gebruik als gemeentelijke begraafplaats. Op 3 mei 1987 is op de begraafplaats bij de Dorpskerk een monument onthuld, vlak bij de Britse militaire graven.
Een Britse Lancaster met zeven vliegers aan boord, stortte op 16 december 1943 neer bij de Kruisberg in het Noordhollands Duinreservaat. Leerlingen van zeven Heemskerkse scholen hebben elk een graf geadopteerd. Twee keer per jaar krijgen de oorlogsgraven een bloemenhulde. Dit gebeurt op 4 mei Nationale Dodenherdenking en op 16 december.

## Diensten
Nu hervormden en gereformeerden zijn samengegaan in de Protestantse Kerk Nederland (PKN) worden de zondagse diensten meestal, vanwege praktische overwegingen, gehouden in de ruimere Morgensterkerk in Heemskerk.

## Afbrokkelen
De gotische westtoren brokkelde langzaam maar zeker af. Nadat dit in 2012 werd ontdekt, stonden er steigers en een afdak om de bezoekers te beschermen tijdens het binnengaan. De restauratie, in opdracht van de gemeente Heemskerk, is in 2013 voltooid. 

## Foto's

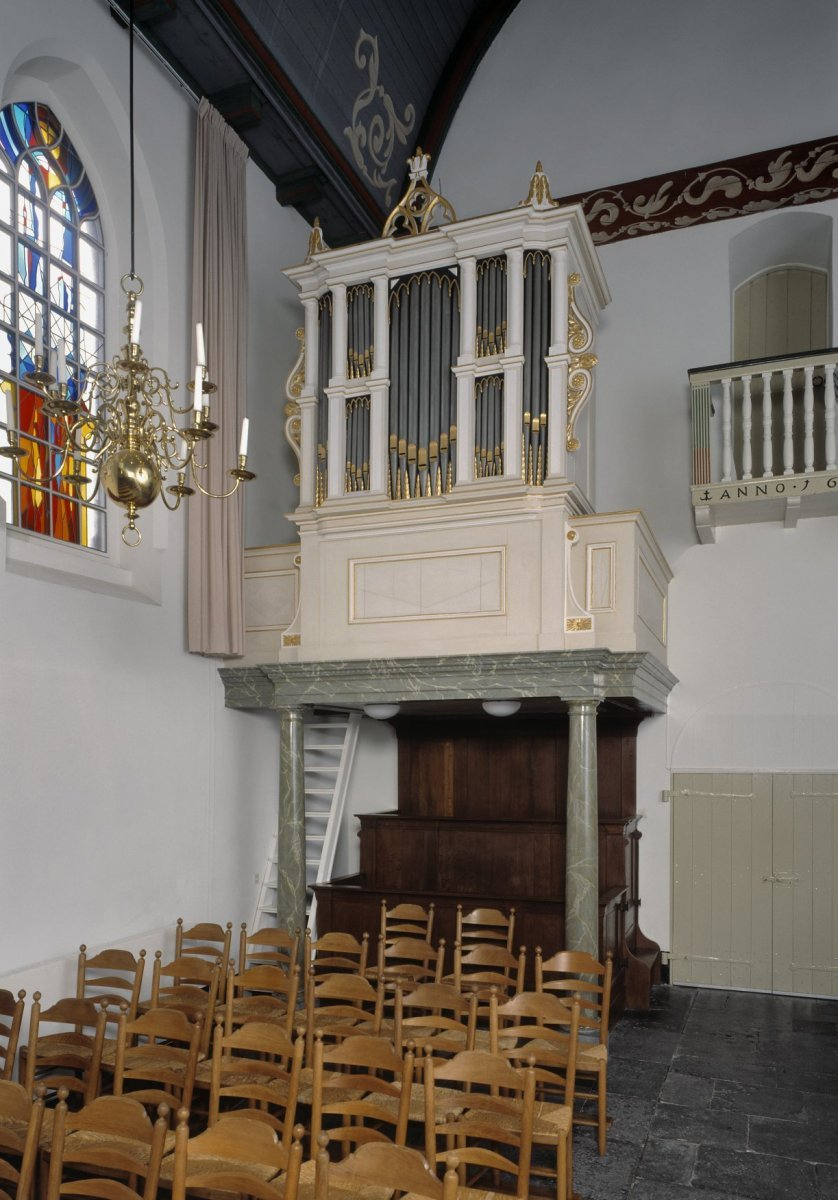
Eenklaviers orgel, in 1851 gemaakt door H. Knipscheer
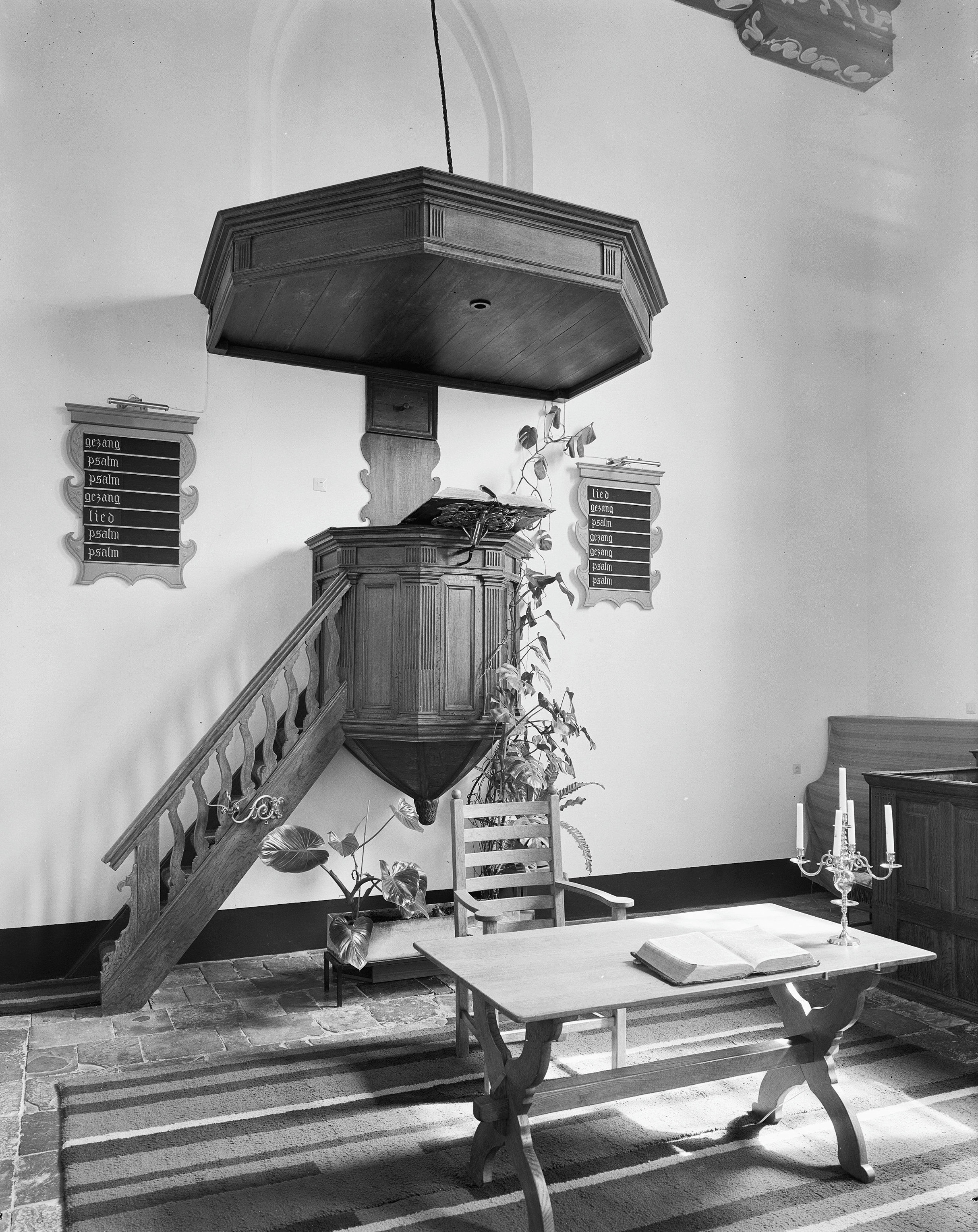
Preekstoel uit 1629
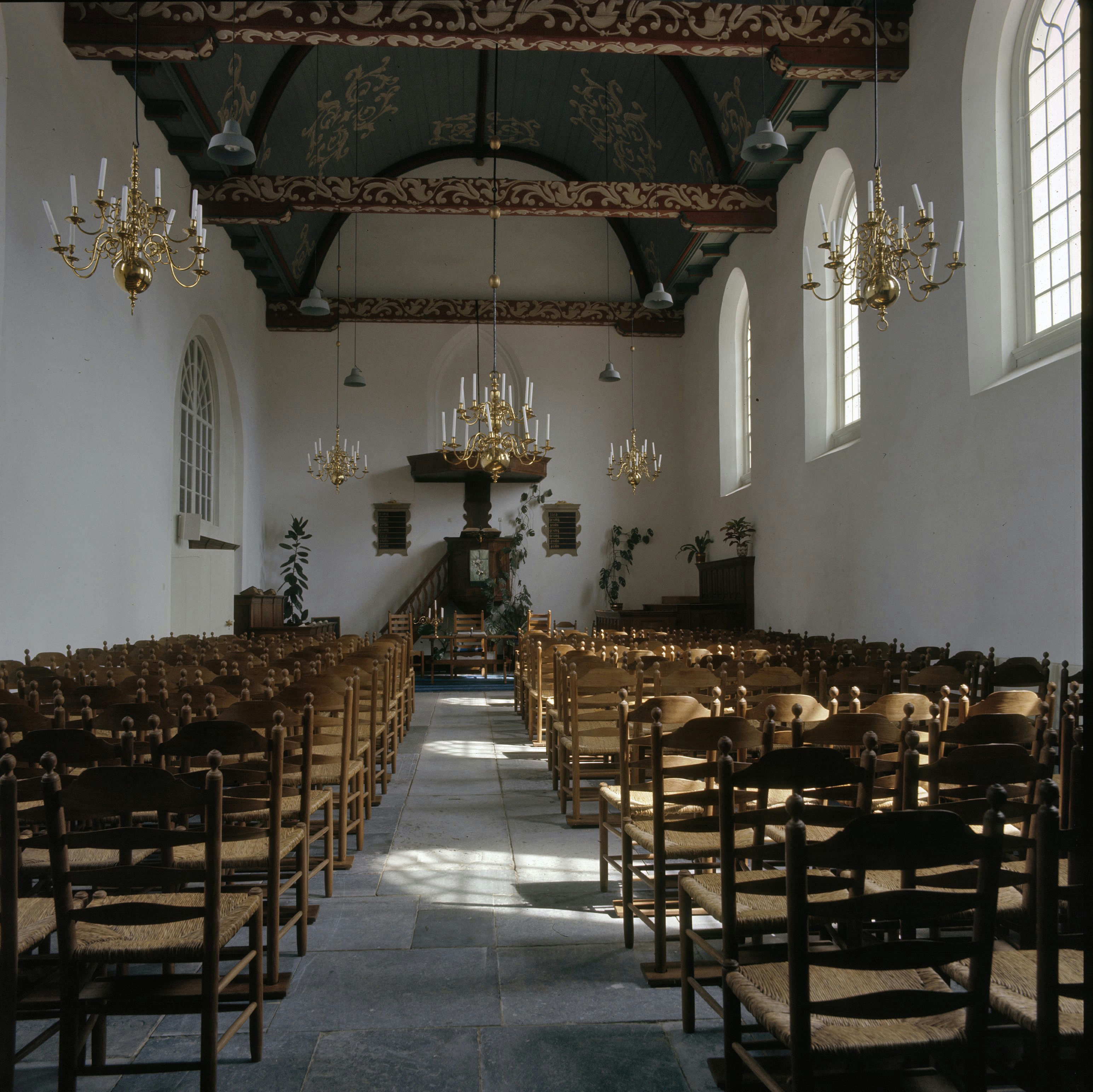
Interieur naar het oosten